# Campeonato Mundial de Waterpolo Femenino de 2019
El XIV Campeonato Mundial de Waterpolo Femenino se celebró en Gwangju (Corea del Sur) entre el 14 y el 26 de julio de 2019 dentro del XVIII Campeonato Mundial de Natación. El evento fue organizado por la Federación Internacional de Natación (FINA) y la Federación Surcoreana de Natación. Los partidos se disputaron en una piscina construida temporalmente en el campo de fútbol de la Universidad de Nambu.
Un total de dieciséis selecciones nacionales afiliadas a la FINA compitieron por el título mundial, cuyo anterior portador era el equipo de los Estados Unidos, vencedor del Mundial de 2017. 
La selección de Estados Unidos se adjudicó la medalla de oro al derrotar en la final al equipo de España con un marcador de 11-6. En el partido por el tercer puesto el conjunto de Australia venció al de Hungría.

## Clasificación
| Competición          | Fecha                                  | Sede                  | Plazas | Equipos clasificados         |
| -------------------- | -------------------------------------- | --------------------- | ------ | ---------------------------- |
| País anfitrión       | —                                      | —                     | 1      | Corea del Sur                |
| Liga Mundial         | 28 de mayo – 2 de junio de 2018        | Kunshan ( China)      | 2      | Estados Unidos Países Bajos  |
| Copa Mundial         | 4 – 9 de septiembre de 2018            | Surgut · ( Rusia)     | 4      | Rusia Australia España China |
| Campeonato Europeo   | 14 – 27 de julio de 2018               | Barcelona · ( España) | 3      | Grecia Hungría Italia        |
| Juegos Asiáticos     | 25 de agosto – 1 de septiembre de 2018 | Yakarta ( Indonesia)  | 2      | Kazajistán Japón             |
| Copa Panamericana    | 22 – 26 de enero de 2019               | São Paulo · ( Brasil) | 2      | Canadá Cuba                  |
| Selección de África  | —                                      | —                     | 1      | Sudáfrica                    |
| Selección de Oceanía | —                                      | —                     | 1      | Nueva Zelanda                |
| TOTAL                |                                        |                       | 16     | 16                           |

## Grupos
| Grupo A        | Grupo B       | Grupo C    | Grupo D   |
| -------------- | ------------- | ---------- | --------- |
| Sudáfrica      | Canadá        | Cuba       | Japón     |
| Nueva Zelanda  | Hungría       | Grecia     | Italia    |
| Países Bajos   | Corea del Sur | Kazajistán | China     |
| Estados Unidos | Rusia         | España     | Australia |

## Fase preliminar
- Todos los partidos en la hora local de Corea del Sur (UTC+9).

### Grupo A
| Equipo         | J | G | E | P | GF | GC | DG  | PTS |
| -------------- | - | - | - | - | -- | -- | --- | --- |
| Estados Unidos | 3 | 3 | 0 | 0 | 60 | 13 | +47 | 6   |
| Países Bajos   | 3 | 2 | 0 | 1 | 57 | 18 | +39 | 4   |
| Nueva Zelanda  | 3 | 1 | 0 | 2 | 26 | 41 | -15 | 2   |
| Sudáfrica      | 3 | 0 | 0 | 3 | 5  | 76 | -71 | 0   |

- Resultados

| Fecha | Hora  | Partido        | Partido | Partido        | Resultado |
| ----- | ----- | -------------- | ------- | -------------- | --------- |
| 14.07 | 08:30 | Sudáfrica      | -       | Países Bajos   | 0-33      |
| 14.07 | 09:50 | Nueva Zelanda  | -       | Estados Unidos | 3-22      |
| 16.07 | 19:10 | Estados Unidos | -       | Países Bajos   | 12-9      |
| 16.07 | 20:30 | Sudáfrica      | -       | Nueva Zelanda  | 4-17      |
| 18.07 | 16:30 | Sudáfrica      | -       | Estados Unidos | 1-26      |
| 18.07 | 17:50 | Nueva Zelanda  | -       | Países Bajos   | 6-15      |

### Grupo B
| Equipo        | J | G | E | P | GF | GC  | DG   | PTS |
| ------------- | - | - | - | - | -- | --- | ---- | --- |
| Rusia         | 3 | 3 | 0 | 0 | 65 | 23  | +42  | 6   |
| Hungría       | 3 | 2 | 0 | 1 | 91 | 31  | +60  | 4   |
| Canadá        | 3 | 1 | 0 | 2 | 46 | 35  | +11  | 2   |
| Corea del Sur | 3 | 0 | 0 | 3 | 3  | 116 | -113 | 0   |

- Resultados

| Fecha | Hora  | Partido       | Partido | Partido       | Resultado |
| ----- | ----- | ------------- | ------- | ------------- | --------- |
| 14.07 | 11:10 | Canadá        | -       | Rusia         | 10-18     |
| 14.07 | 12:30 | Hungría       | -       | Corea del Sur | 64-0      |
| 16.07 | 08:30 | Corea del Sur | -       | Rusia         | 1-30      |
| 16.07 | 09:50 | Canadá        | -       | Hungría       | 14-15     |
| 18.07 | 19:10 | Canadá        | -       | Corea del Sur | 22-2      |
| 18.07 | 20:30 | Hungría       | -       | Rusia         | 12-17     |

### Grupo C
| Equipo     | J | G | E | P | GF | GC | DG  | PTS |
| ---------- | - | - | - | - | -- | -- | --- | --- |
| España     | 3 | 3 | 0 | 0 | 51 | 16 | +35 | 6   |
| Grecia     | 3 | 2 | 0 | 1 | 37 | 25 | +12 | 2   |
| Kazajistán | 3 | 1 | 0 | 2 | 22 | 37 | -15 | 2   |
| Cuba       | 3 | 0 | 0 | 3 | 16 | 48 | -32 | 0   |

- Resultados

| Fecha | Hora  | Partido | Partido | Partido    | Resultado |
| ----- | ----- | ------- | ------- | ---------- | --------- |
| 14.07 | 16:30 | Cuba    | -       | Kazajistán | 6-9       |
| 14.07 | 17:50 | Grecia  | -       | España     | 4-14      |
| 16.07 | 11:10 | España  | -       | Kazajistán | 18-6      |
| 16.07 | 12:30 | Cuba    | -       | Grecia     | 4-20      |
| 18.07 | 08:30 | Cuba    | -       | España     | 6-19      |
| 18.07 | 09:50 | Grecia  | -       | Kazajistán | 13-7      |

### Grupo D
| Equipo    | J | G | E | P | GF | GC | DG  | PTS |
| --------- | - | - | - | - | -- | -- | --- | --- |
| Italia    | 3 | 3 | 0 | 0 | 33 | 22 | +11 | 6   |
| Australia | 3 | 2 | 0 | 1 | 32 | 29 | +3  | 4   |
| China     | 3 | 1 | 0 | 2 | 26 | 34 | -8  | 2   |
| Japón     | 3 | 0 | 0 | 3 | 20 | 26 | -6  | 0   |

- Resultados

| Fecha | Hora  | Partido   | Partido | Partido   | Resultado |
| ----- | ----- | --------- | ------- | --------- | --------- |
| 14.07 | 19:10 | Japón     | -       | China     | 6-8       |
| 14.07 | 20:30 | Italia    | -       | Australia | 10-9      |
| 16.07 | 16:30 | Australia | -       | China     | 14-12     |
| 16.07 | 17:50 | Japón     | -       | Italia    | 7-9       |
| 18.07 | 11:10 | Japón     | -       | Australia | 7-9       |
| 18.07 | 12:30 | Italia    | -       | China     | 14-6      |

## Fase final
- Todos los partidos en la hora local de Corea del Sur (UTC+9).

|  | Clasif. a cuartos | Clasif. a cuartos |               |           | Cuartos de final | Cuartos de final |           |              | Semifinales  | Semifinales |  |  | Final       | Final       |
|  | 20 de julio       | 20 de julio       |               |           | 22 de julio      | 22 de julio      |           |              | 24 de julio  | 24 de julio |  |  | 26 de julio | 26 de julio |
|  |                   |                   |               |           |                  |                  |           |              |              |             |  |  |             |             |
|  |                   |                   |               |           |                  |                  |           |              |              |             |  |  |             |             |
|  |                   |                   |               |           |                  |                  |           |              |              |             |  |  |             |             |
|  | Estados Unidos    | 15                |               |           |                  |                  |           |              |              |             |  |  |             |             |
|  | Estados Unidos    | 15                | Grecia        | 12        |                  |                  |           |              |              |             |  |  |             |             |
|  |                   | Grecia            | Grecia        | 12        | 5                |                  |           |              |              |             |  |  |             |             |
|  | China             | Grecia            | 8             |           | 5                | Estados Unidos   | 7         |              |              |             |  |  |             |             |
|  | China             |                   | 8             |           |                  | Estados Unidos   | 7         |              |              |             |  |  |             |             |
|  |                   |                   |               | Australia | 2                |                  |           |              |              |             |  |  |             |             |
|  | Rusia             | 7                 |               | Australia | 2                |                  |           |              |              |             |  |  |             |             |
|  | Rusia             | 7                 | Kazajistán    | 3         |                  |                  |           |              |              |             |  |  |             |             |
|  |                   | Australia         | Kazajistán    | 3         | 9                |                  |           |              |              |             |  |  |             |             |
|  | Australia         | Australia         | 13            |           | 9                | Estados Unidos   | 11        |              |              |             |  |  |             |             |
|  | Australia         |                   | 13            |           |                  | Estados Unidos   | 11        |              |              |             |  |  |             |             |
|  |                   |                   |               | España    | 6                |                  |           |              |              |             |  |  |             |             |
|  | España            | 12                |               | España    | 6                |                  |           |              |              |             |  |  |             |             |
|  | España            | 12                | Países Bajos  | 5         |                  |                  |           |              |              |             |  |  |             |             |
|  |                   | Países Bajos      | Países Bajos  | 5         | 8                |                  |           |              |              |             |  |  |             |             |
|  | Canadá            | Países Bajos      | 4             |           | 8                | España           | 16        | Tercer lugar | Tercer lugar |             |  |  |             |             |
|  | Canadá            |                   | 4             |           |                  | España           | 16        | Tercer lugar | Tercer lugar |             |  |  |             |             |
|  |                   |                   |               | Hungría   | 10               |                  |           |              |              |             |  |  |             |             |
|  | Italia            | 6                 |               | Hungría   | 10               |                  |           |              |              |             |  |  |             |             |
|  | Italia            | 6                 | Nueva Zelanda | 6         |                  |                  | Australia | 10           |              |             |  |  |             |             |
|  |                   | Hungría           | Nueva Zelanda | 6         | 7                |                  | Australia | 10           |              |             |  |  |             |             |
|  | Hungría           | Hungría           | 17            |           | 7                | Hungría          | 9         |              |              |             |  |  |             |             |
|  | Hungría           |                   | 17            |           |                  | Hungría          | 9         |              |              |             |  |  |             |             |

### Clasificación a cuartos
| Fecha | Hora  | Partido       | Partido | Partido   | Resultado |
| ----- | ----- | ------------- | ------- | --------- | --------- |
| 20.07 | 14:00 | Países Bajos  | -       | Canadá    | 5-4       |
| 20.07 | 15:30 | Nueva Zelanda | -       | Hungría   | 6-17      |
| 20.07 | 17:00 | Grecia        | -       | China     | 12-8      |
| 20.07 | 18:30 | Kazajistán    | -       | Australia | 3-13      |

### Cuartos de final
| Fecha | Hora  | Partido        | Partido | Partido      | Resultado |
| ----- | ----- | -------------- | ------- | ------------ | --------- |
| 22.07 | 14:00 | Estados Unidos | -       | Grecia       | 15-5      |
| 22.07 | 15:30 | Rusia          | -       | Australia    | 7-9       |
| 22.07 | 17:00 | España         | -       | Países Bajos | 12-8      |
| 22.07 | 18:30 | Italia         | -       | Hungría      | 6-7       |

### Semifinales
| Fecha | Hora  | Partido        | Partido | Partido   | Resultado |
| ----- | ----- | -------------- | ------- | --------- | --------- |
| 24.07 | 17:00 | Estados Unidos | -       | Australia | 7-2       |
| 24.07 | 18:30 | España         | -       | Hungría   | 16-10     |

### Tercer lugar
| Fecha | Hora  | Partido   | Partido | Partido | Resultado |
| ----- | ----- | --------- | ------- | ------- | --------- |
| 26.07 | 17:00 | Australia | -       | Hungría | 10-9      |

### Final
| Fecha | Hora  | Partido        | Partido | Partido | Resultado |
| ----- | ----- | -------------- | ------- | ------- | --------- |
| 26.07 | 18:30 | Estados Unidos | -       | España  | 11-6      |

### Partidos de clasificación
9.º a 12.º lugar
| Fecha | Hora  | Partido       | Partido | Partido    | Resultado |
| ----- | ----- | ------------- | ------- | ---------- | --------- |
| 22.07 | 11:00 | Canadá        | -       | China      | 17-16 PEN |
| 22.07 | 12:30 | Nueva Zelanda | -       | Kazajistán | 12-14 PEN |

Undécimo lugar
| Fecha | Hora  | Partido | Partido | Partido       | Resultado |
| ----- | ----- | ------- | ------- | ------------- | --------- |
| 24.07 | 09:30 | China   | -       | Nueva Zelanda | 14-12     |

Noveno lugar
| Fecha | Hora  | Partido | Partido | Partido    | Resultado |
| ----- | ----- | ------- | ------- | ---------- | --------- |
| 24.07 | 11:00 | Canadá  | -       | Kazajistán | 24-7      |

5.º a 8.º lugar
| Fecha | Hora  | Partido      | Partido | Partido | Resultado |
| ----- | ----- | ------------ | ------- | ------- | --------- |
| 24.07 | 14:00 | Grecia       | -       | Rusia   | 4-13      |
| 24.07 | 15:30 | Países Bajos | -       | Italia  | 5-10      |

Séptimo lugar
| Fecha | Hora  | Partido | Partido | Partido      | Resultado |
| ----- | ----- | ------- | ------- | ------------ | --------- |
| 26.07 | 14:00 | Grecia  | -       | Países Bajos | 9-11      |

Quinto lugar
| Fecha | Hora  | Partido | Partido | Partido | Resultado |
| ----- | ----- | ------- | ------- | ------- | --------- |
| 26.07 | 15:30 | Rusia   | -       | Italia  | 10-9      |

## Medallero
| Estados Unidos | España | Australia |
| Rachel Fattal Aria Fischer Makenzie Fischer Kaleigh Gilchrist Stephania Haralabidis Paige Hauschild Ashleigh Johnson Amanda Longan Madeline Musselman Kiley Neushul Melissa Seidemann Margaret Steffens Alys Williams | Marta Bach Paula Crespí Anna Espar Clara Espar Laura Ester Judith Forca María del Carmen García Irene González López Paula Leitón Beatriz Ortiz María Peña Carrasco Elena Sánchez González Roser Tarragó | Zoe Arancini Elle Armit Isobel Bishop Hannah Buckling Keesja Gofers Bronte Halligan Bronwen Knox Lena Mihailović Gabriella Palm Amy Ridge Madeleine Steere Rowena Webster Lea Yanitsas |
| Adam Krikorian (seleccionador) | Miguel Ángel Oca (seleccionador) | Predrag Mihailović (seleccionador) |

## Estadísticas

### Clasificación general
| 1. Estados Unidos JO |
| 2. España JO         |
| 3. Australia         |
| 4. Hungría           |
| 5. Rusia             |
| 6. Italia            |
| 7. Países Bajos      |
| 8. Grecia            |
| 9. Canadá            |
| 10. Kazajistán       |
| 11. China            |
| 12. Nueva Zelanda    |
| 13. Japón            |
| 14. Sudáfrica        |
| 15. Cuba             |
| 16. Corea del Sur    |

1. ↑  Clasificado anteriormente en la Liga Mundial.

### Máximas goleadoras
| Núm. | Nombre            | Selección     | Goles | Tiros | %    | Partidos jugados |
| ---- | ----------------- | ------------- | ----- | ----- | ---- | ---------------- |
| 1    | Rita Keszthelyi   | Hungría       | 24    | 55    | 44 % | 7                |
| 2    | Maud Megens       | Países Bajos  | 20    | 42    | 48 % | 7                |
| 3    | Gréta Gurisatti   | Hungría       | 18    | 27    | 67 % | 7                |
| 3    | Yumi Arima        | Japón         | 18    | 41    | 44 % | 5                |
| 5    | Morgan McDowall   | Nueva Zelanda | 17    | 32    | 53 % | 6                |
| 6    | Roser Tarragó     | España        | 16    | 32    | 50 % | 6                |
| 6    | Bernadette Doyle  | Nueva Zelanda | 16    | 32    | 50 % | 6                |
| 6    | Dorottya Szilágyi | Hungría       | 16    | 35    | 46 % | 7                |
| 9    | Rebecca Parkes    | Hungría       | 15    | 22    | 68 % | 7                |
| 9    | Emma Wright       | Canadá        | 15    | 36    | 42 % | 6                |

Fuente: 